# Sanctacaris
Sanctacaris es un género extinto de artrópodos de la clase de los quelicerados que vivió durante el Cámbrico Medio. Su única especie es Sanctacaris uncata, cuyos fósiles fueron hallados en el esquisto de Burgess, en la Columbia Británica. Este animal medía entre 46 y 93 milímetros de longitud, y se cree que fue uno de los primeros quelicerados (grupo entre los cuales se incluyen las arañas y los escorpiones).

## Características
La cabeza tenía cinco pares de apéndices táctiles y un sexto par más largo. Los primeros tenían cada uno otro pequeño apéndice en forma de antena. Disponían de 11 segmentos corporales, con sus correspondientes pares de patas y branquias. El telson es amplio y plano, y está dispuesto en forma de remo.
Inicialmente, Sanctacaris fue denominado informalmente "Santa Claws" ("santa tenazas"). A diferencia de la mayoría de las otras especies halladas en el esquisto de Burgess, Sanctacaris no se encontraba presente en la cantera de Charles Doolittle Walcott de 1909, y fue descubierto más tarde por Desmond Collins entre los años 1980 y 1981.